# Лејк Лотавана (Мисури)
Лејк Лотавана (енгл. Lake Lotawana) град је у америчкој савезној држави Мисури.

## Демографија
По попису из 2010. године број становника је 1.939, што је 67 (3,6%) становника више него 2000. године.
| Група             | 2000.         | 2010.         |
| Белци             | 1.810 (96,7%) | 1.857 (95,8%) |
| Афроамериканци    | 4 (0,2%)      | 8 (0,4%)      |
| Азијати           | 3 (0,2%)      | 10 (0,5%)     |
| Хиспаноамериканци | 25 (1,3%)     | 34 (1,8%)     |
| Укупно            | 1.872         | 1.939         |